# Danh sách chi trong họ Lan
Dưới đây là danh sách các chi tự nhiên trong họ Lan theo The Families of Flowering Plants (Các họ của thực vật có hoa) - L. Watson and M. J. Dallwitz. Đây là danh sách về cơ bản được chấp nhận.

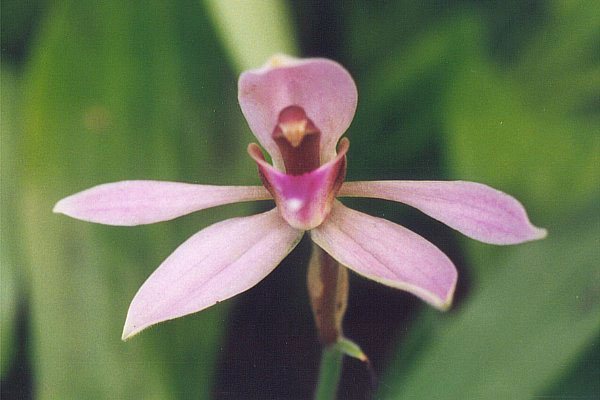
Ancistrochilus rothschildianus

Phân loại này trải qua những thay đổi liên tục chủ yếu dựa vào các nghiên cứu DNA.

## Phân họ
Có 5 phân họ đã được miêu tả:
- Apostasioideae
- Cypripedioideae
- Epidendroideae
- Orchidoideae
- Vanilloideae

## Các chi
| Mục lục: A B C D E F G H I J K L M N O P Q R S T U V W X Y Z Đầu trang — Chú thích — Liên kết ngoài |

### A
- Aa
- Abdominea
- Aberrantia (Luer) Luer

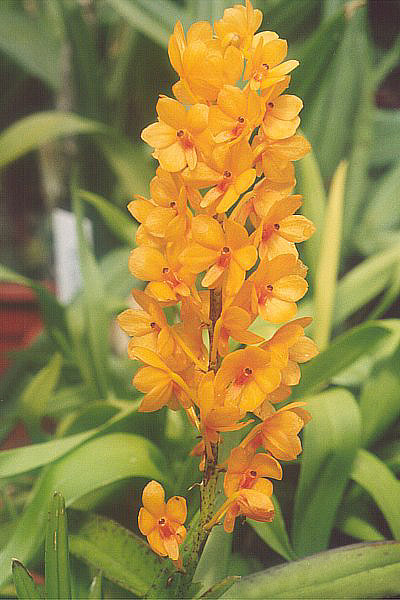
Ascocentrum miniatum

- Acacallis Lindl. (synonym of Aganisia)
- Acampe - Chi A cam
- Acanthephippium - Chi Lan chuông
- Aceras
- Aceratorchis
- Acianthera F.Barros
- Acianthera
- Acianthus
- Acineta Lindl.
- Ackermania
- Acoridium
- Acostaea Schltr.
- Acriopsis - Chi Tổ yến
- Acrochaene
- Acrolophia
- Acrorchis
- Ada
- Adamantinia Van den Berg & C.N.Gonç
- Adenochilus
- Adenoncos - Chi Yến thư
- Adrorhizon
- Aerangis
- Aeranthes
- Aerides Lour. - Chi Giáng hương
- Aganisia
- Aglossorrhyncha
- Agrostophyllum - Chi Xích hủ
- Alamania
- Alatiliparis
- Altensteinia
- Amblyanthe
- Amblostoma Scheidw.
- Ambrella
- Amerorchis
- Amesiella
- Amitostigma - Chi Trực thư
- Amparoa
- Amphigena
- Anacamptis Rich.
- Anacheilium Withner & P.A.Harding
- ×Anaphorkis Bourdon, M.F.Bourdon & J.M.H.Shaw (Ansellia × Graphorkis)
- Anathallis
- Ancipitia
- Ancistrochilus Rolfe
- Ancistrorhynchus
- ×Andreettara J.M.H.Shaw (Cochlioda × Miltonia × Odontoglossum).
- Androcorys
- Angraecopsis
- Angraecum Bory
- Anguloa
- Ania
- Anoectochilus - Chi Lan kim tuyến
- Ansellia Lindl.
- Anteriorchis (đồng nghĩa: Anacamptis)
- Anthogonium - Chi Vi hài
- Anthosiphon
- Antilla
- Antillanorchis
- Aorchis
- Aphyllorchis - Chi Âm lan
- Aplectrum Nuttall
- Apoda-prorepentia
- Aporostylis
- Aporum
- Apostasia Blume - Chi Cổ lan (chi Giả lan)
- Appendicula - Chi Vệ lan
- Aracamunia
- Arachnis Blume - Chi Lan nhện
- Arachnites
- Archineottia
- Areldia
- Arethusa: Dragon's Mouth
- Armodorum
- Arnottia
- Arpophyllum
- Arthrochilus
- Artorima
- Arundina Blume - Chi Lan sậy (chi Trúc lan)
- Ascidieria
- Ascocentrum - Chi Hỏa hoàng
- Ascochilopsis
- Ascochilus
- Ascoglossum
- Ascolabium - Chi Tiểu hoàng
- Aspasia
- Aspidogyne
- Atopoglossum
- Aulosepalum
- Auxopus
- Azadehdelia

### B

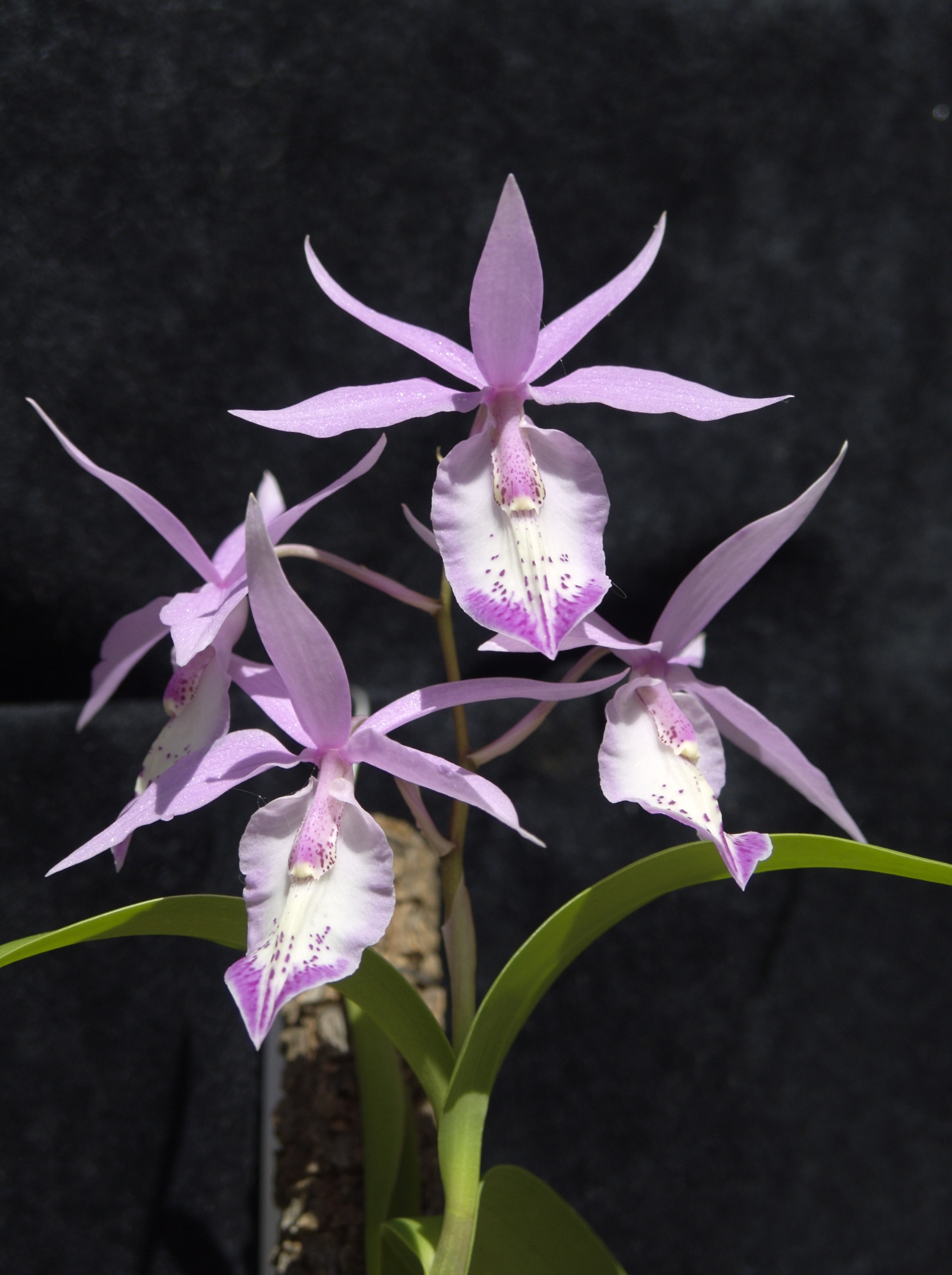
Barkeria spectabilis

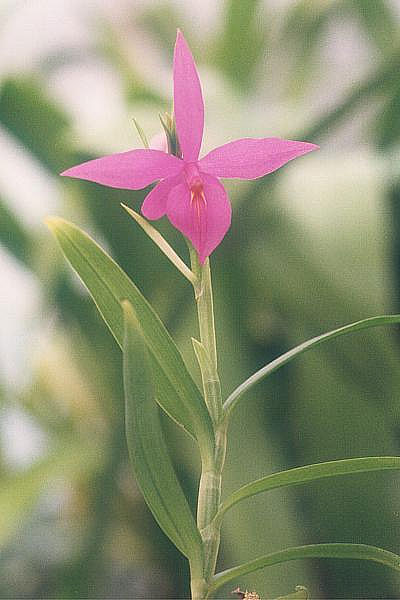
Barkeria shoemakeri

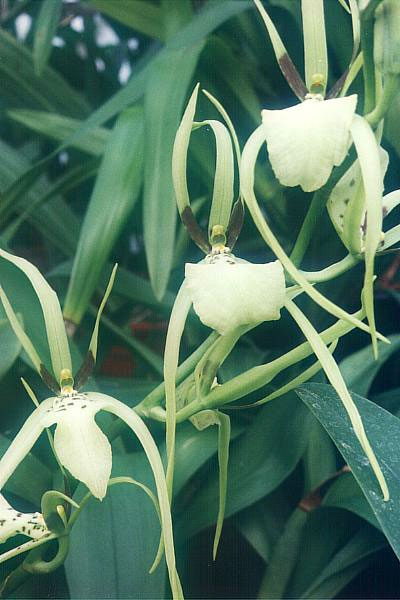
Brassia girouldiana

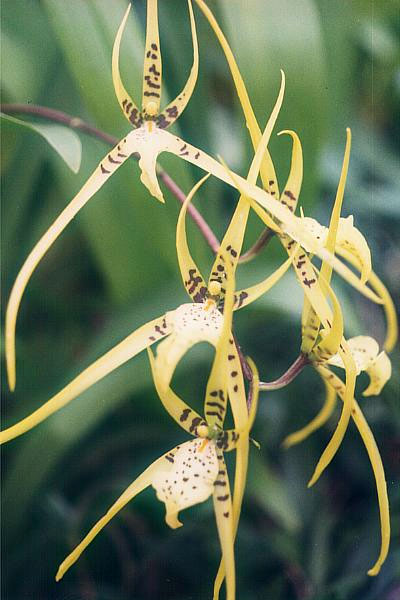
Brassia maculata

- ×Baptikoa J.M.H.Shaw (Baptistonia × Zelenkoa).
- Baptistonia Barb.Rodr.
- Barbosella
- Barbrodria
- Barkeria
- Barlia
- Bartholina
- Basigyne
- Basiphyllaea
- Baskervilla
- Batemannia
- Beclardia
- Beloglottis
- Benthamia
- Benzingia
- Biermannia - Chi Bạch manh
- Bifrenaria Lindl.
- Binotia
- Bipinnula
- Bletia Ruiz and Pavon
- Bletilla Rchb.F.: - Chi Bạch cập
- Bogoria
- Bolbidium
- Bollea Rchb.F.
- Bolusiella
- Bonatea Willd.
- Bonniera
- Brachionidium
- Brachtia
- Brachycorythis Lindl. - Chi Đoản móng
- Brachypeza - Chi Đoản dực
- Brachystele
- Bracisepalum
- Braemia
- Brassavola R.Br.
- Brassia
- Brenesia
- Briegeria
- Bromheadia - Chi Bôm liệt
- Broughtonia R.Br.
- Brownleea
- Buchtienia
- Bulbophyllum Thouars - Chi Cầu diệp
- Bulleyia
- Burnettia
- Burnsbaloghia

### C
- Cadetia Gaudich.
- Caladenia R.Br.

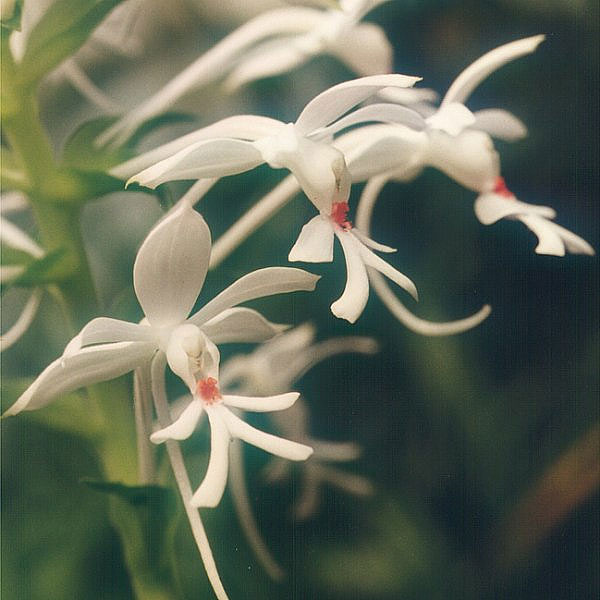
Calanthe triplicata

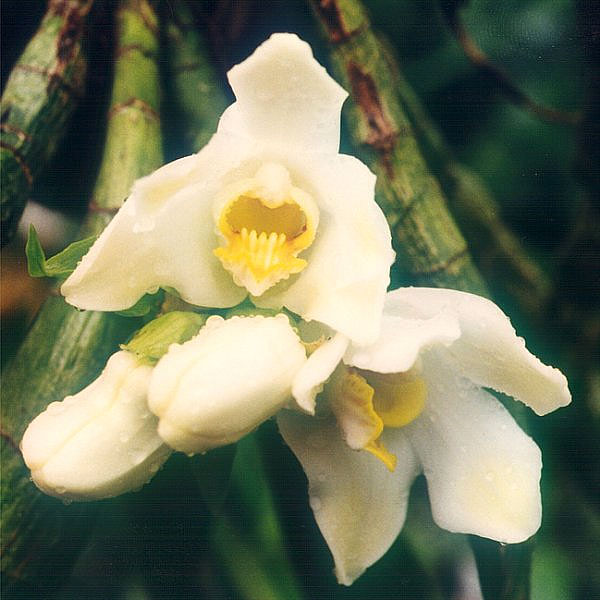
Chysis bractescens

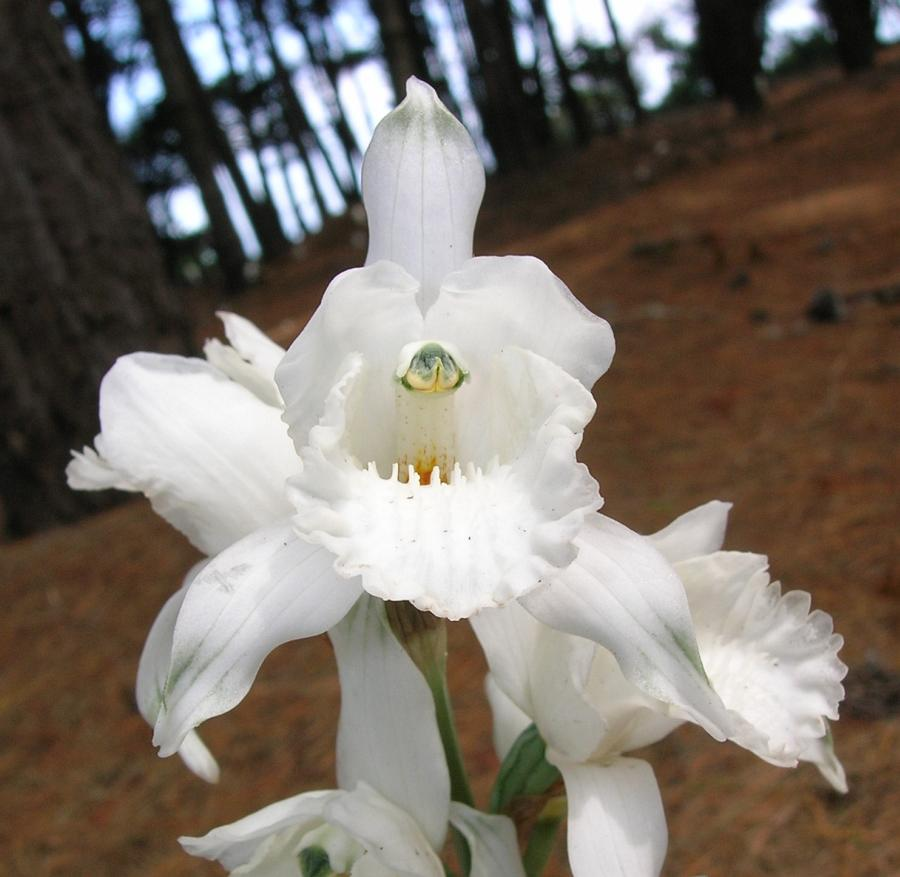
Chloraea crispa

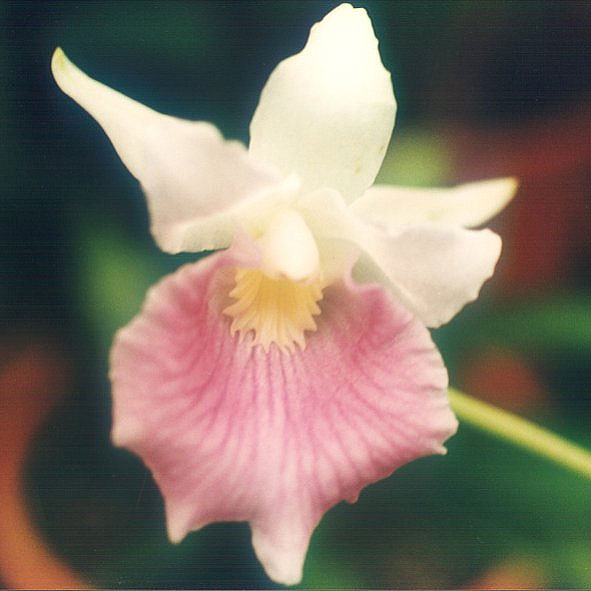
Cochleanthes amazonica

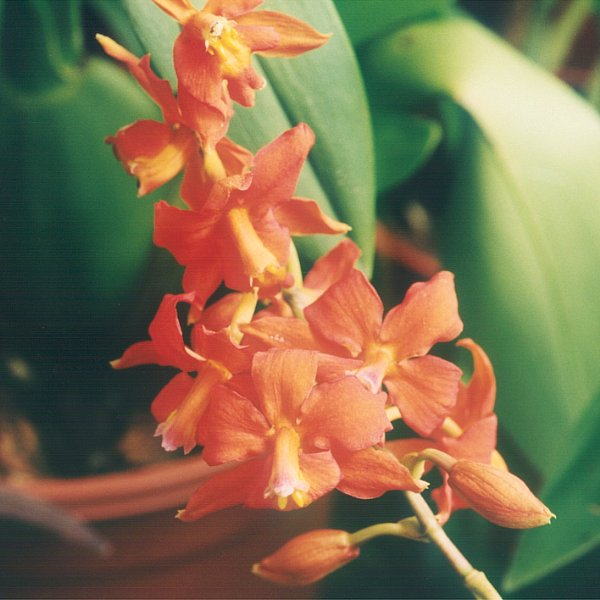
Cochlioda noezliana

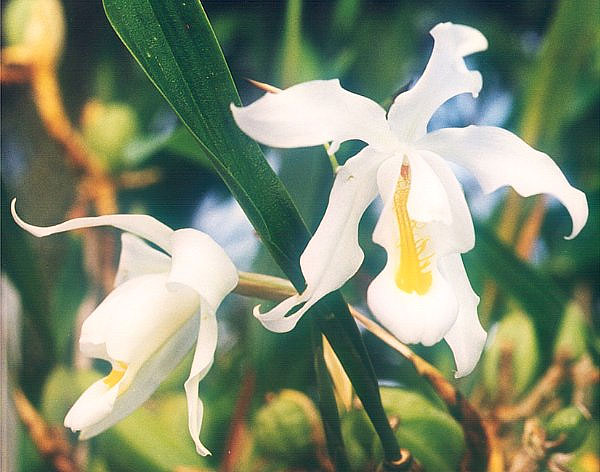
Coelogyne cristata

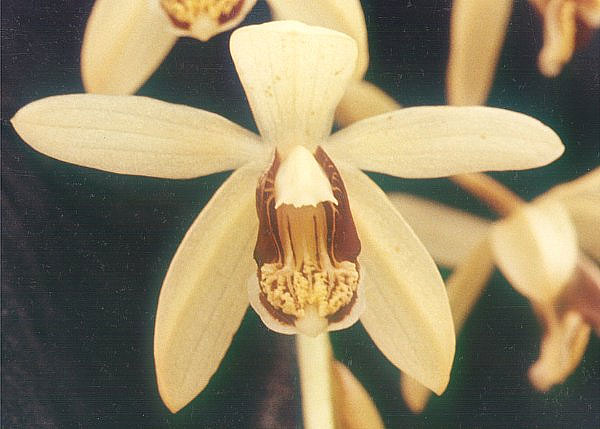
Coelogyne tomentosa

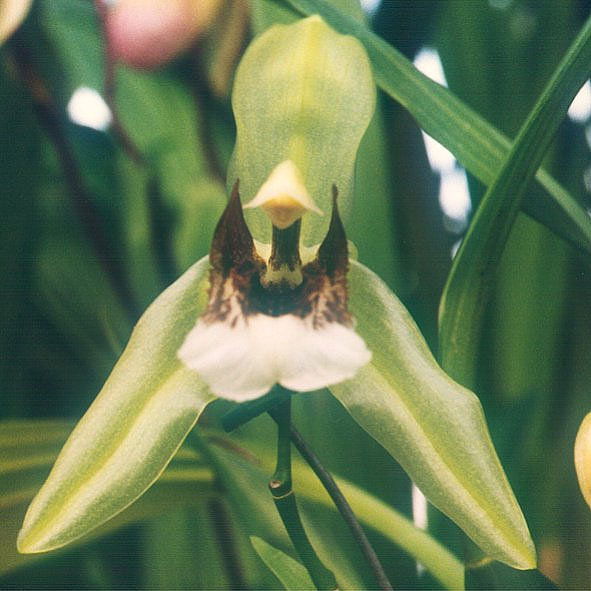
Coelogyne speciosa

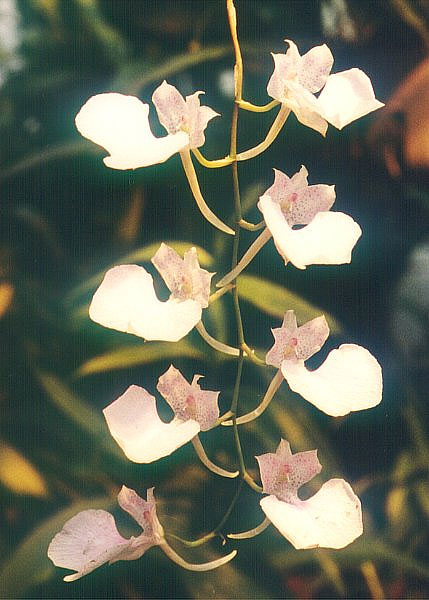
Comparettia macroplectrum

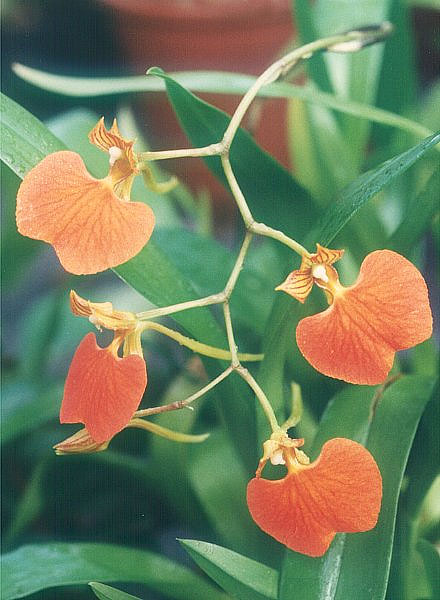
Comparettia speciosa

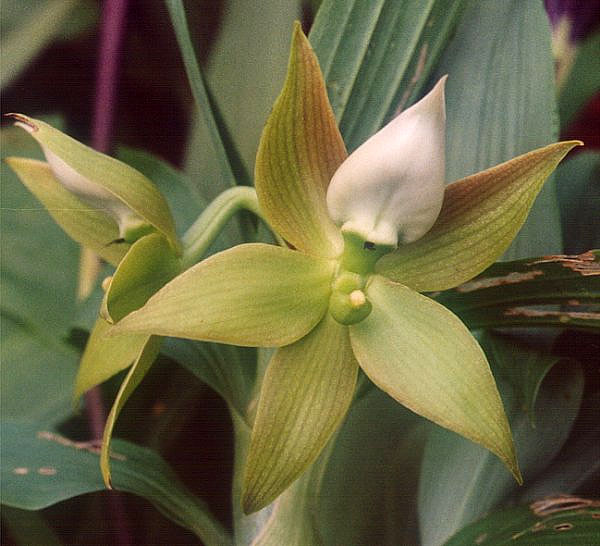
Cycnoches peruviana

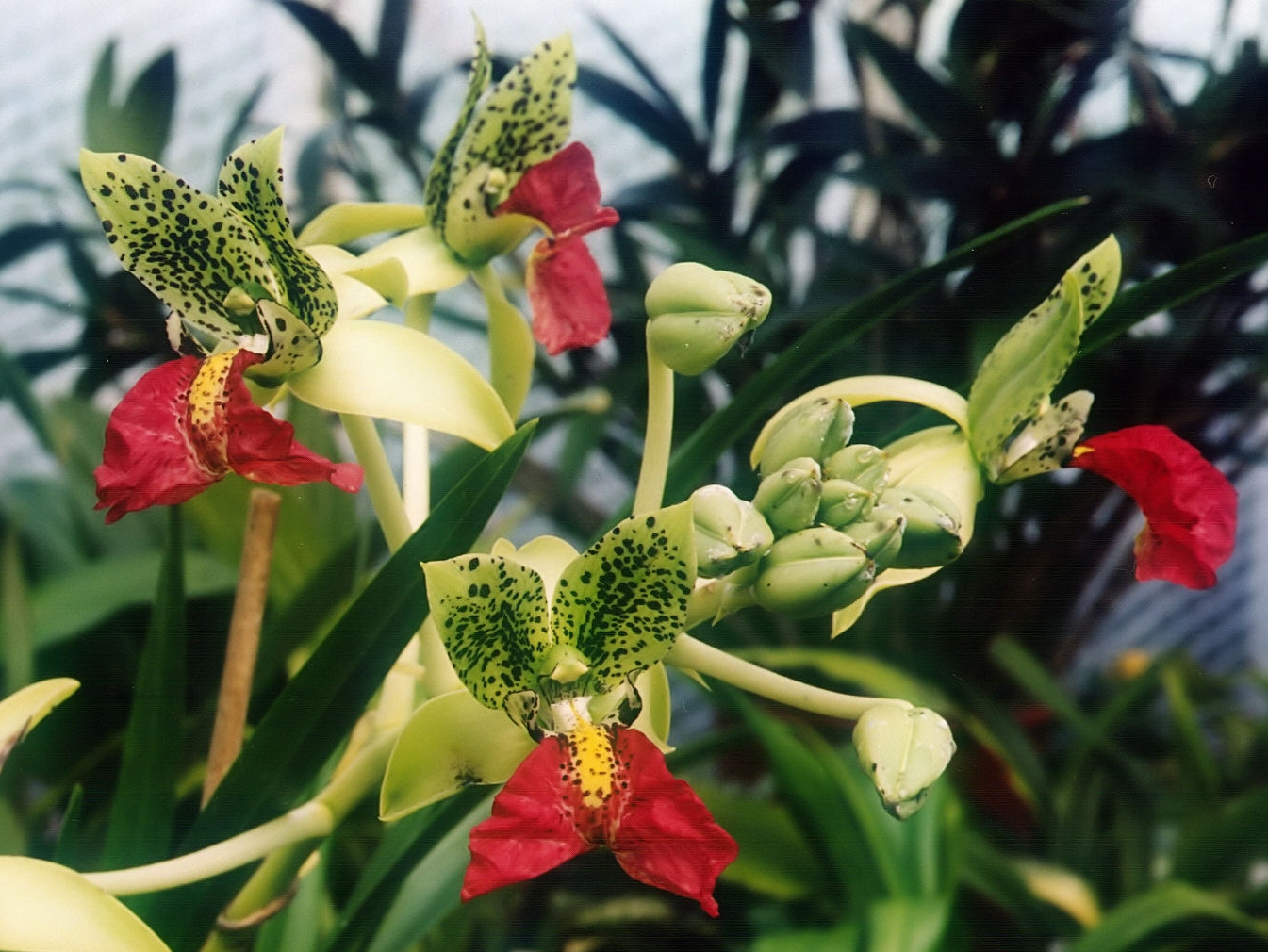
Cymbidiella pardalina

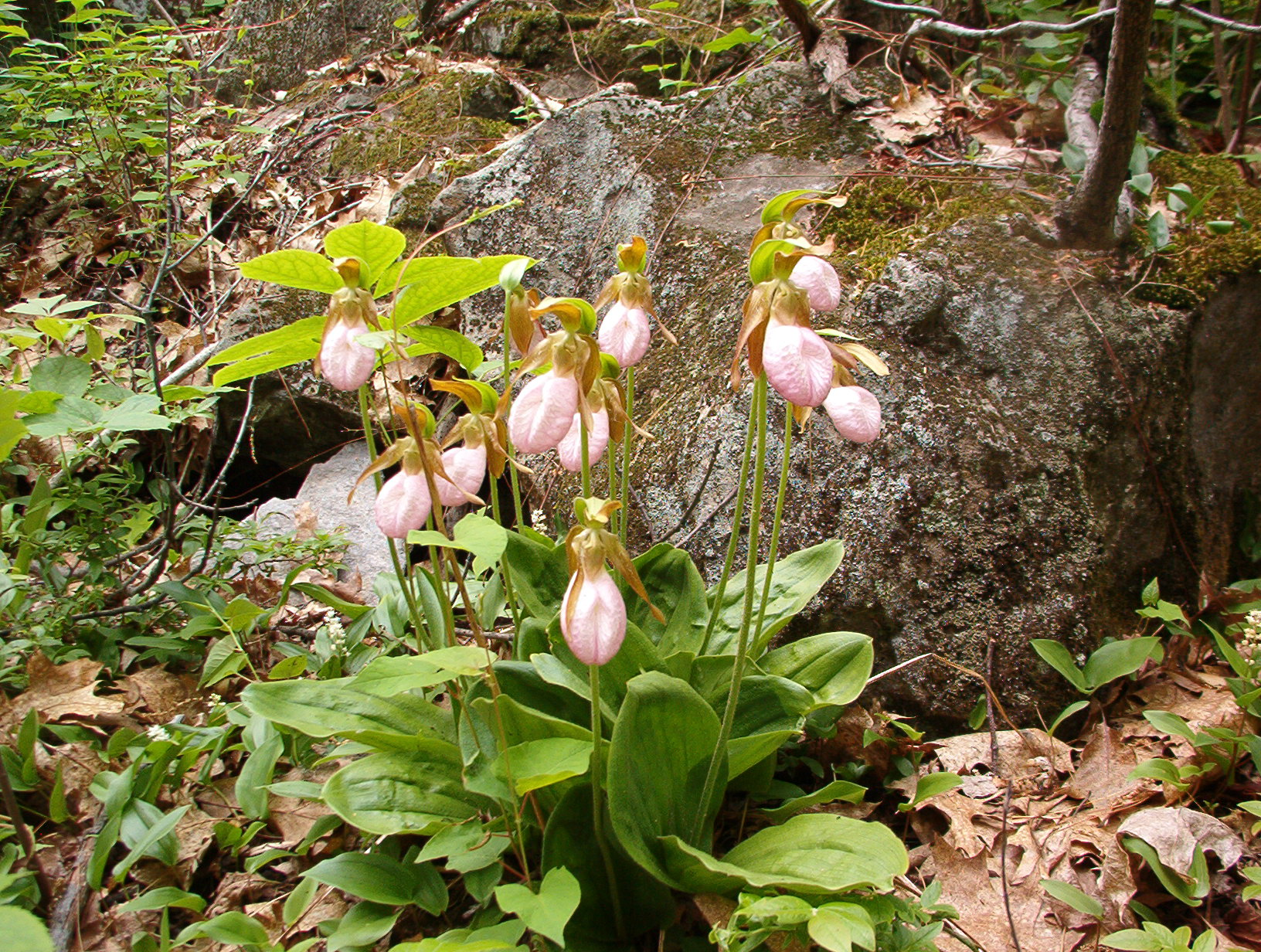
Cypripedium acaule

- Calanthe R.Br. - Chi Lan bọ cạp (chi Kiều lan)
- Caleana R.Br.
- Callostylis - Chi Lan mỹ nữ
- Calochilus R.Br.
- Calopogon R.Br.
- Caluera
- Calymmanthera
- Calypso Salisb.
- Calyptrochilum
- Campanulorchis
- Campylocentrum
- Capanemia
- Cardiochilus
- Catasetum
- ×Catcylaelia J.M.H.Shaw (Cattleya × Encyclia × Laelia)
- Cattleya Lindl. - Chi Cát lan
- Cattleyella Van den Berg & M.W.Chase
- Cattleyopsis Lemaire
- ×Catyclia J.M.H.Shaw (Cattleya × Encyclia)
- Caucaea
- Caularthron Raf.
- ×Caultonia Griffits & J.M.H.Shaw (Broughtonia × Caularthron)
- Centroglossa
- Centrostigma Schltr.
- Cephalanthera Rich.:
- Cephalantheropsis - Chi Vảy dạng
- Ceraia
- Ceratandra
- Ceratocentron
- Ceratochilus
- Ceratostylis Blume - Chi Giác thư
- ×Chadwickara G.Monnier & J.M.H.Shaw (Pabstia × Zygopetalum × Zygosepalum)
- Chamaeangis
- Chamaeanthus
- Chamaegastrodia - Chi Hoạt lan
- Chamelophyton
- Chamorchis
- Changnienia
- Chaseella
- Chaubardia
- Chaubardiella
- Chauliodon
- Cheiradenia
- Cheirostylis - Chi thủ thư
- Chelonistele
- Chelyorchis
- ×Chelyopsis J.M.H.Shaw (Psychopsis Raf. × Chelyorchis Dressler & N.H.Williams).
- Chiloglottis R.Br.
- Chilopogon
- Chiloschista Lindl. - Chi Đai diệp
- Chiloterus
- Chitonanthera
- Chitonochilus
- Chloraea
- Chondradenia
- Chondrorhyncha Lindl.
- Chroniochilus
- Chrysocycnis
- Chrysoglossum - Chi Kim thiệt (chi Lan lưỡi vàng)
- Chusua
- Chysis Lindl.
- Chytroglossa
- Cirrhaea Lindl.
- Cirrhopetalum - Chi Lan lọng
- Cischweinfia
- Claderia
- Cleisocentron - Chi Mật tâm
- Cleisomeria - Chi Hàm cọp
- Cleisostoma Blume
- Cleistes: Rosebud Orchid
- Clematepistephium
- Clowesia Lindl.
- Coccineorchis
- Cochleanthes Raf.: Fan-shape Orchid
- Cochlioda Lindl.
- Cocleorchis
- Codonorchis
- Codonosiphon
- Coelia Lindl.
- Coeliopsis
- Coeloglossum: Frog Orchid
- Coelogyne Lindl.
- Coilochilus
- Coilostylis Withner & P.A.Harding
- Collabium
- Colombiana
- Comparettia Poepp. & Endl.: Snail Orchid
- ×Compelenzia (Comparettia × Rodriguezia × Zelenkoa)
- Comperia
- ×Comptoglossum (Himantoglossum Spreng. × Comperia K.Koch)
- Conchidium
- Condylago Leur
- Constantia
- Corallorrhiza (Haller) Chatelaine: Coral Root
- Cordiglottis
- Corunastylis
- Coryanthes Hook.: Bucket Orchids
- Corybas Salisb.
- Corycium
- Corymborkis: Crow orchid
- Corysanthes
- Cottonia
- Cotylolabium
- Cranichis: Helmet orchid
- Cremastra
- Cribbia
- Crocodeilanthe
- Crossoglossa
- Cryptarrhena
- Cryptocentrum
- Cryptochilus
- Cryptopus
- Cryptopylos
- Cryptostylis R.Br.
- Cucumeria
- Cuitlauzina
- Cyanaeorchis
- Cyanicula
- ×Cyanthera
- Cybebus
- Cyclopogon: Ladies'-tresses
- Cycnoches Lindl.: Swan Orchids
- Cylindrolobus
- Cymbidiella Rolfe
- Cymbidium Sw.
- Cymboglossum
- Cynorkis Thouars
- Cyphochilus
- Cypholoron
- Cypripedium L.: Lady's Slipper
- Cyrtidiorchis
- Cyrtochilum
- Cyrtopodium R.Br.: Cow-horn Orchid
- Cyrtorchis Schltr.
- Cyrtosia
- Cyrtostylis
- Cystorchis

### D
- Dactylorchis
- Dactylorhiza: Key Flower
- Dactylorhynchus
- Dactylostalix
- Degranvillea
- Deiregyne
- Demorchis
- Dendrobium
- Dendrochilum
- Dendrophylax
- Devogelia
- Diadenium
- Diaphananthe
- Diceratostele
- Dicerostylis
- Dichaea: Leafystem Orchid, Leaf-stem Orchid
- Dichromanthus
- Dickasonia
- Dictyophyllaria
- Didactylus
- Didiciea
- Didymoplexiella
- Didymoplexis
- Diglyphosa
- Dignathe
- Dilochia
- Dilochiopsis
- Dilomilis: Parrot-beak Orchid
- Dimerandra
- Dimorphorchis
- Dinema
- Dinklageella
- Diothonea
- Diphylax
- Diplandrorchis
- Diplocaulobium
- Diplocentrum
- Diplolabellum
- Diplomeris
- Diploprora
- Dipodium
- Dipteranthus
- Dipterostele
- Disa
- Discyphus
- Disperis
- Disticholiparis Marg. & Szlach
- Distylodon
- Diteilis
- Dithyridanthus
- Diuris
- Dockrillia Briegar, 1981
- Dodsonia
- Dolichocentrum
- Domingoa: Mona
- Doritis
- Doritaenopsis'
- Dossinia
- Dracontia
- Dracula
- Drakaea
- Dresslerella
- Dressleria
- Dryadella
- Dryadorchis
- Drymoanthus
- Drymoda
- Duckeella
- Dunstervillea
- Dyakia

### E
- Earina
- Eggelingia
- Eleorchis

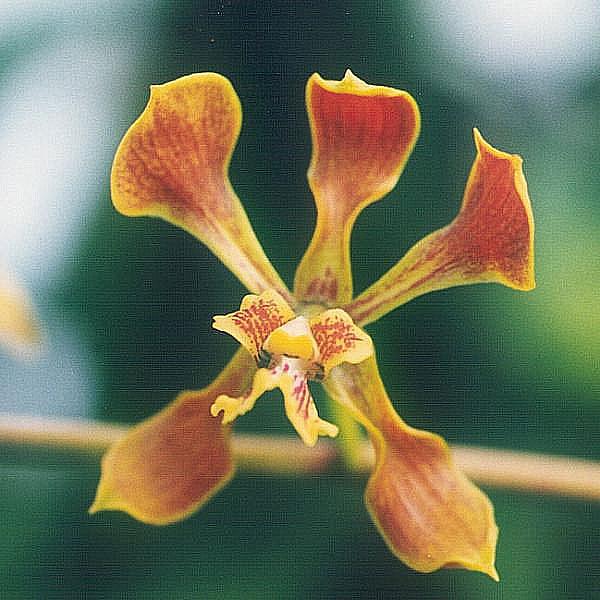
Encyclia alata

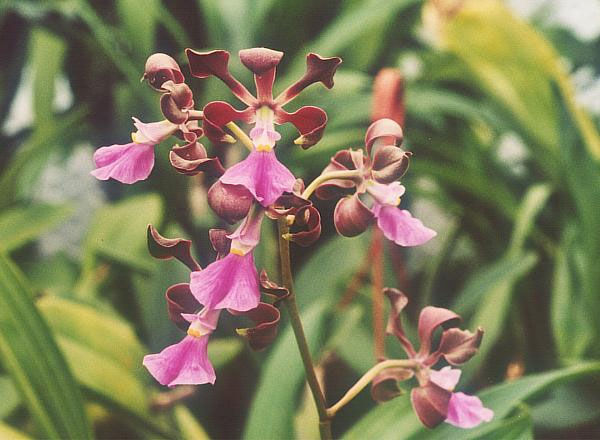
Encyclia cordigera

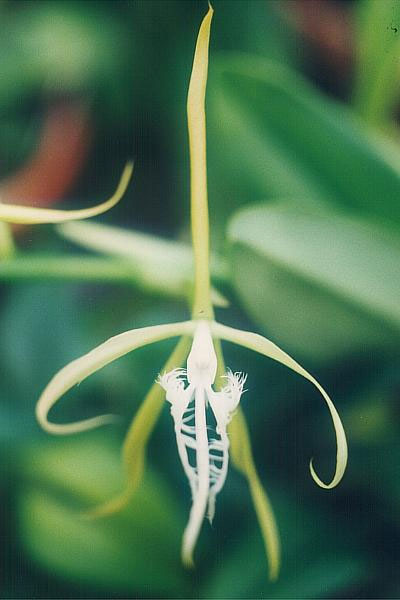
Epidendrum ciliare

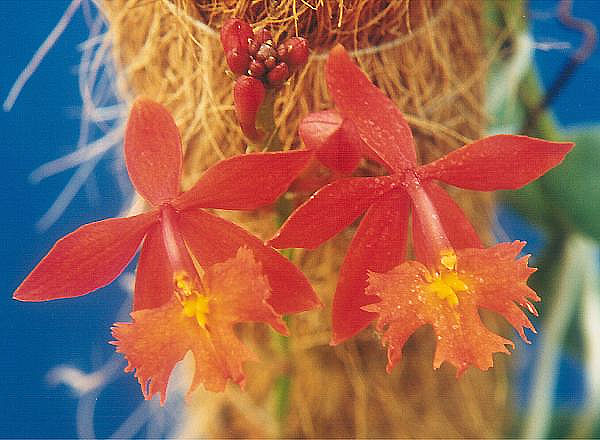
Epidendrum radicans

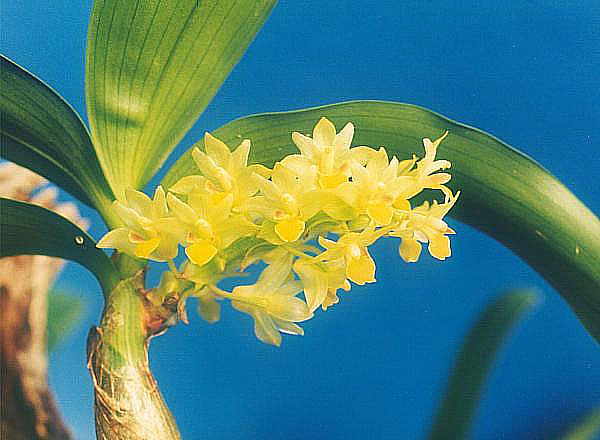
Eria stricta

- Elleanthus: Tiger Orchid, Praying-virgin
- Elongatia
- Eloyella
- Eltroplectris: Long-claw Orchid
- Elythranthera
- Embreea
- Empusa
- Empusella (Luer) Luer
- Encheiridion
- Encyclia Hook.: Butterfly Orchid
- Entomophobia
- Eparmatostigma
- Ephippianthus
- Epibator Luer
- Epiblastus
- Epiblema
- Epicranthes
- Epidanthus
- Epidendrum: Star Orchid
- Epigeneium
- Epilyna
- Epipactis: Helleborine
- Epipogium
- Epistephium
- Eria
- Eriaxis
- Ericksonella
- Eriochilus
- Eriodes
- Eriopexis
- Eriopsis
- Erycina
- Erythrodes: False Helmet Orchis
- Erythrorchis
- Esmeralda
- Euanthe
- Eucosia
- Eulophia: Wild Coco
- Eulophiella
- Euphlebium
- Euryblema Dressler (2005)
- Eurycaulis
- Eurycentrum
- Eurychone
- Eurystyles: Custard Orchid
- Evotella

### F
- Fernandezia
- Ferruminaria
- Fimbriella
- Fimbrorchis
- Flickingeria
- Frondaria
- Fuertesiella
- Funkiella

### G

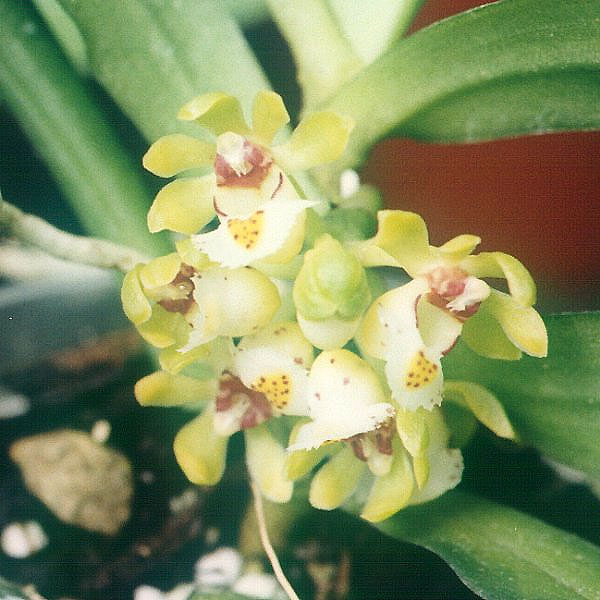
Gastrochilus japonicus

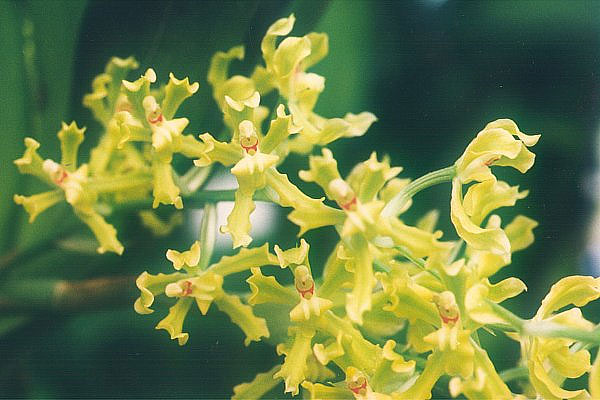
Gomesa crispa

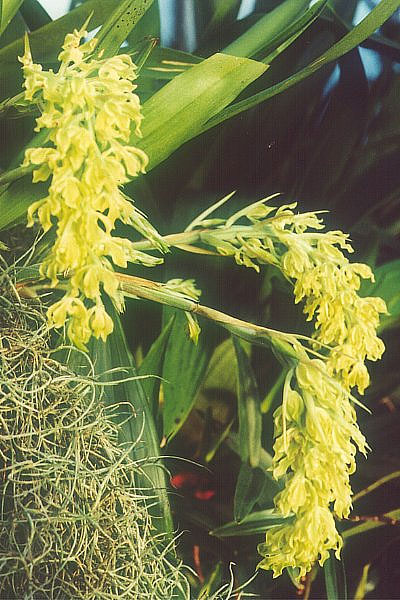
Gomesa recurva

- Galeandra: Hooded Orchid
- Galearis: Showy Orchid
- Galeola
- Galeottia
- Galeottiella
- Garaya
- Gastrochilus
- Gastrodia
- Gastrorchis
- Gavilea
- Geesinkorchis
- Gennaria
- Genoplesium
- Genyorchis
- Geoblasta
- Geodorum
- Glomera
- Glossodia
- Glossorhyncha
- Gomesa
- Gomphichis
- Gonatostylis
- Gongora
- Goniochilus
- Goodyera: Rattlesnake Plantain
- Govenia: Govenia
- Gracielanthus
- Grammangis
- Grammatophyllum
- Graphorkis Thou.
- Grastidium
- Greenwoodia
- Grobya
- Grosourdya
- Guarianthe Dressler & W.E.Higgins
- Gularia
- Gunnarella
- Gunnarorchis
- Gymnadenia: Fragrant Orchid
- Gymnadeniopsis
- Gymnochilus
- Gynoglottis

### H

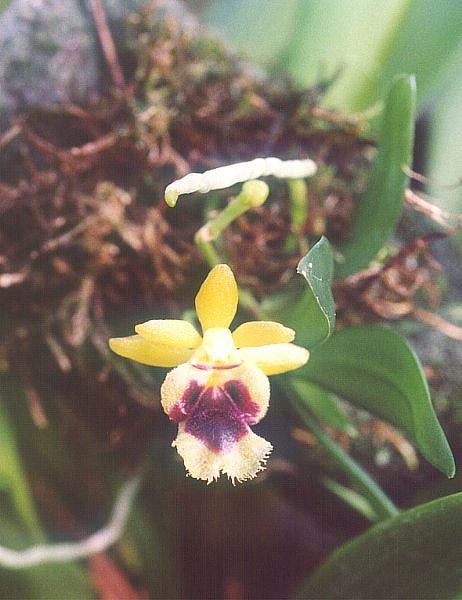
Haraella retrocalla

- Habenaria: Bog Orchid, False Rein Orchid
- Hagsatera
- Hammarbya
- Hancockia
- Hapalochilus
- Hapalorchis
- Haraella
- Harrisella: Airplant Orchid
- Hederorkis
- Helcia
- Helleriella: Dotted Orchid
- Helonoma
- Hemipilia
- Herminium
- Herpetophytum
- Herpysma
- Herschelianthe
- Hetaeria
- Heterozeuxine
- Hexalectris: Crested Coralroot
- Hexisea
- Himantoglossum
- Hintonella
- Hippeophyllum
- Hirtzia
- Hispaniella
- Hoehneella
- Hoffmannseggella
- Hofmeisterella
- Holcoglossum: Lan tóc tiên
- Holmesia
- Holopogon
- Holothrix
- Homalopetalum
- Horichia
- Hormidium
- Horvatia
- Houlletia
- Huntleya
- Huttonaea
- Hybochilus
- Hydrorchis
- Hygrochilus
- Hylophila
- Hymenorchis

### I
- Imerinaea
- Imerinorchis Szlach (2005)
- Inobulbon
- Ione
- Ionopsis: Violet Orchid
- Ipsea
- Isabelia
- Ischnocentrum
- Ischnogyne
- Isochilus: Equal-lip Orchid
- Isotria: Fiveleaf Orchid
- Ixyophora Dressler (2005)

### J
- Jacquiniella: Tufted Orchid
- Jejosephia
- Jonesiopsis
- Jostia
- Jumellea

### K
- Kalimpongia
- Kaurorchis
- Kefersteinia
- Kegeliella
- Kerigomnia
- Kinetochilus
- Kingidium
- Kionophyton
- Koellensteinia: Grass-leaf Orchid
- Konantzia
- Kraenzlinella
- Kreodanthus
- Kryptostoma
- Kuhlhasseltia

### L

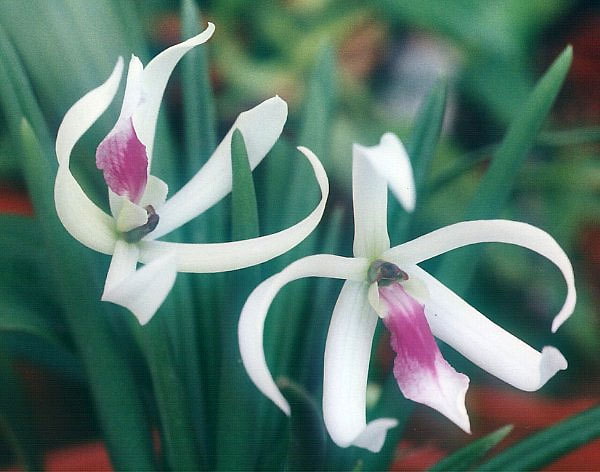
Leptotes bicolor

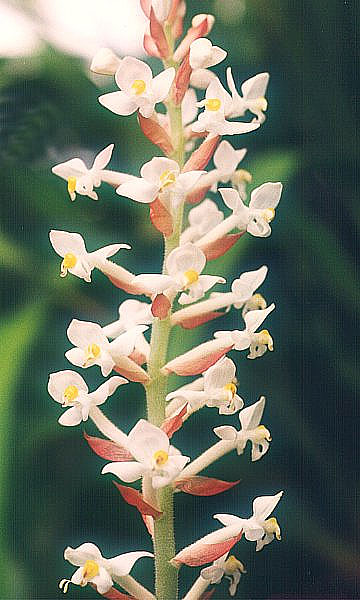
Ludisia discolor

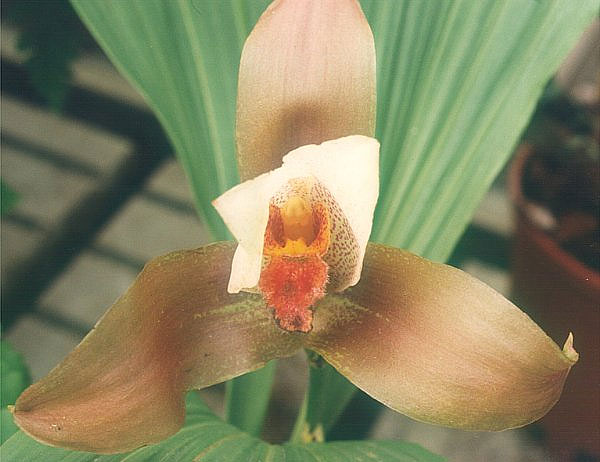
Lycaste Cassiopeia (a cultivar)

- Lacaena
- Laelia Lindl.
- Laeliocattleya
- Laeliopsis
- Lanium
- Lankesterella
- Leaoa
- Lecanorchis
- Lemboglossum
- Lemurella
- Lemurorchis
- Leochilus: Smooth-lip Orchid
- Lepanthes: Babyboot Orchid
- Lepanthopsis: Tiny Orchid
- Lepidogyne
- Leporella
- Leptotes
- Lesliea
- Leucohyle
- Ligeophila
- Limodorum
- Lindleyalis
- Liparis: Wide-lip Orchid
- Listera: Twayblade
- Listrostachys
- Lockhartia
- Loefgrenianthus
- Ludisia: Jewel Orchid
- Lueddemannia
- Luisia
- Lycaste: Bee Orchid
- Lycomormium
- Lyperanthus
- Lyroglossa

### M
- Macodes
- Macradenia: Long-gland Orchid
- Macroclinium
- Macropodanthus
- Madisonania
- Malaxis: Adder's-mouth Orchis
- Malleola
- Manniella
- Margelliantha
- Masdevallia
- Mastigion

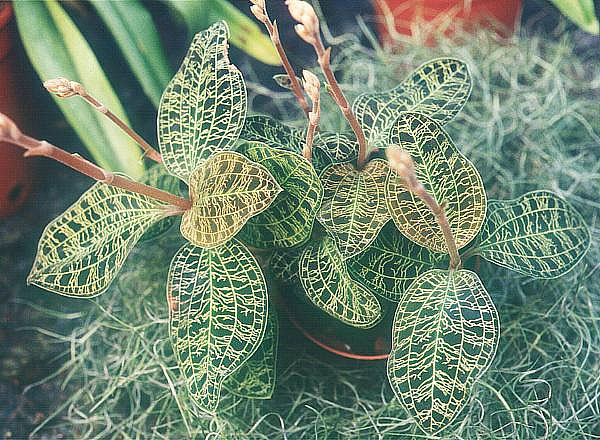
Macodes petola

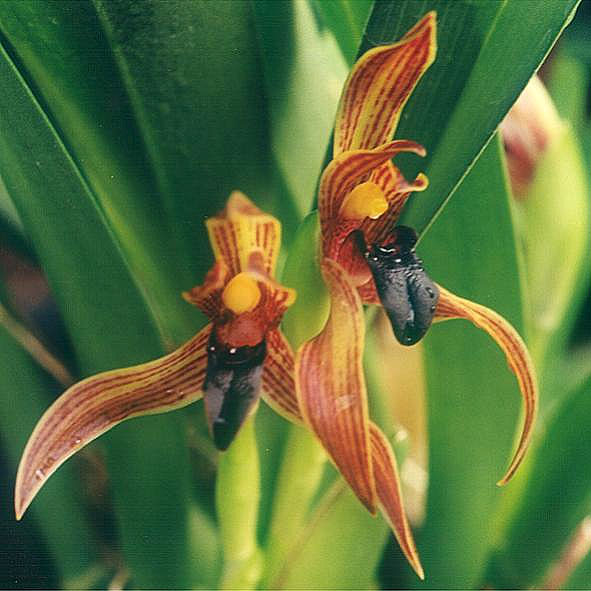
Maxillaria cucullata

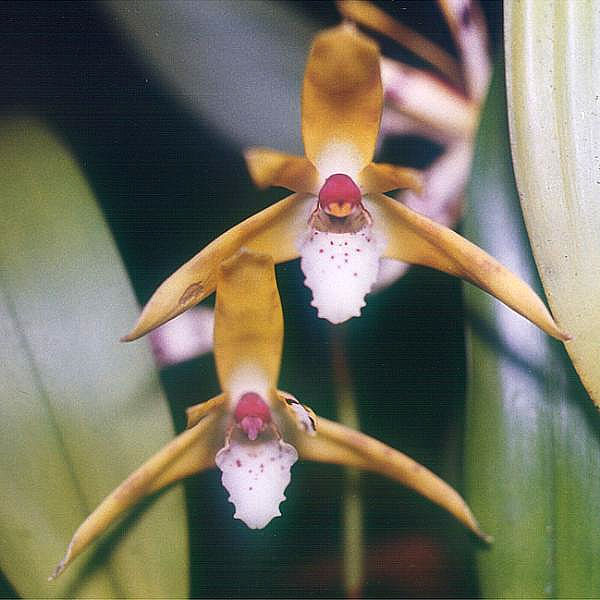
Maxillaria picta

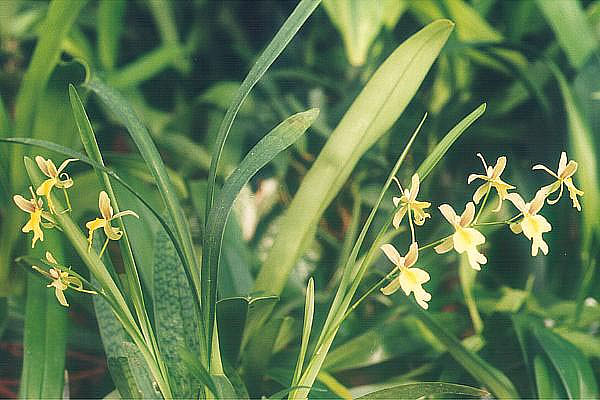
Mexicoa ghiesbrechtiana

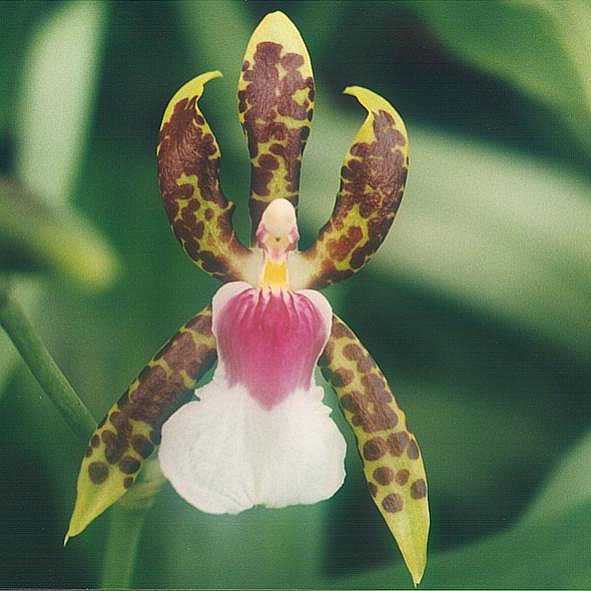
Oncidium schroederianum

- Maxillaria: Tiger Orchid, Flame Orchid
- Mecopodum
- Mediocalcar
- Megalorchis
- Megalotus
- Megastylis
- Meiracyllium
- Meliorchis: (In 2007, the 20 million year old pollinia of Meliorchis caribea were found on the back of a worker bee trapped in amber.) First orchid fossil puts showy blooms at some 80 million years old 29/8/2007
- Mendoncella
- Mesadenella
- Mesadenus: Ladies'-tresses
- Mesoglossum
- Mesospinidium
- Mexicoa
- Microchilus
- Microcoelia
- Micropera
- Microphytanthe
- Microsaccus
- Microtatorchis
- Microterangis
- Microthelys
- Microtis
- Miltonia Lindl.: Pansy Orchid
- Miltoniopsis
- Mischobulbum
- Mixis
- Mobilabium
- Moerenhoutia
- Monadenia
- Monanthos
- Monomeria
- Monophyllorchis
- Monosepalum
- Mormodes
- Mormolyca
- Mycaranthes
- Myoxanthus
- Myrmechila D.L.Jones & M.A.Clem (2005)
- Myrmechis
- Myrmecophila
- Myrosmodes
- Mystacidium

### N
- Nabaluia
- Nageliella
- Nematoceras
- Neobathiea
- Neobenthamia
- Neobolusia
- Neoclemensia
- Neocogniauxia
- Neodryas
- Neoescobaria
- Neofinetia
- Neogardneria
- Neogyna
- Neomoorea
- Neotinea
- Neottia
- Neottianthe
- Neowilliamsia
- Nephelaphyllum
- Nephrangis
- Nervilia
- Neuwiedia
- Nidema: Fairy Orchid
- Nigritella
- Nohawilliamsia
- Nothodoritis
- Nothostele
- Notylia

### O

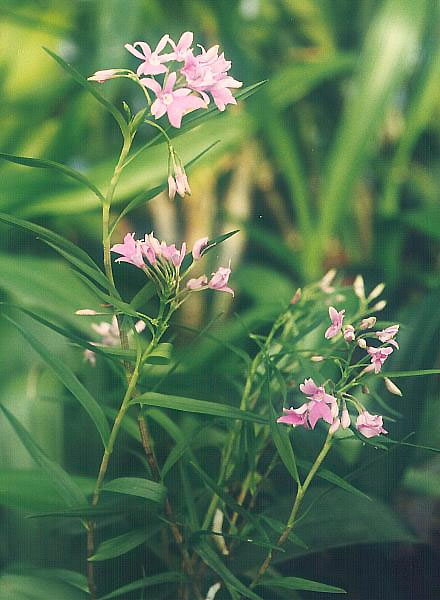
Oerstedella centropetalla

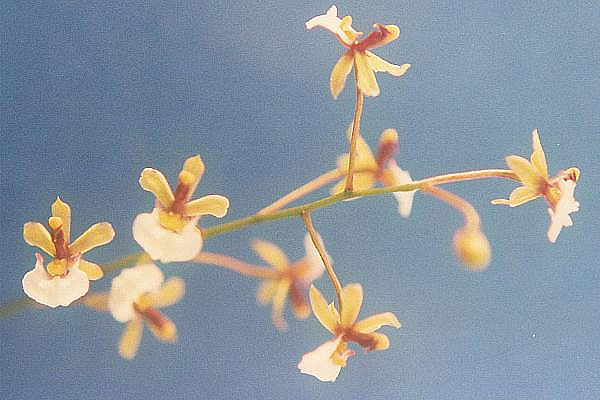
Ornithophora radicans

- Oberonia
- Octarrhena
- Octomeria
- Odontochilus
- Odontoglossum Kunth
- Odontorrhynchus
- Oeceoclades: Monk Orchid
- Oeonia
- Oeoniella
- Oerstedella
- Oestlundorchis
- Olgasis
- Oligochaetochilus
- Oligophyton
- Oliveriana
- Omoea
- Oncidium: Dancing-lady Orchid
- Ophidion
- Ophrys: Ophrys
- Orchipedum
- Orchis: Orchis
- Oreorchis
- Orestias
- Orleanesia
- Ornithocephalus
- Ornithochilus
- Ornithophora
- Orthoceras
- Osmoglossum
- Ossiculum
- Osyricera
- Otochilus
- Otoglossum
- Otostylis

### P
- Pabstia Garay
- Pachites
- Pachyphyllum
- Pachyplectron
- Pachystele
- Pachystoma
- Palmorchis
- Palumbina
- Panisea
- Pantlingia
- Paphinia
- Papilionanthe
- Papillilabium
- Paphiopedilum: Venus' Slipper
- Papperitzia
- Papuaea
- Paradisanthus
- Paralophia P.J.Cribb & Hermans (2005)
- Paraphalaenopsis
- Parapteroceras
- Pecteilis
- Pedilochilus
- Pedilonum
- Pelatantheria
- Pelexia: Hachuela
- Pennilabium
- Peristeranthus
- Peristeria
- Peristylus
- Pescatoria
- Phaius: Nun's-hood Orchid
- Phalaenopsis: Moth Orchid
- Pheladenia
- Pholidota
- Phoringopsis
- Phragmipedium
- Phragmorchis
- Phreatia
- Phymatidium
- Physoceras
- Physogyne
- Pilophyllum
- Pinelia
- Piperia: Rein Orchid
- Pityphyllum

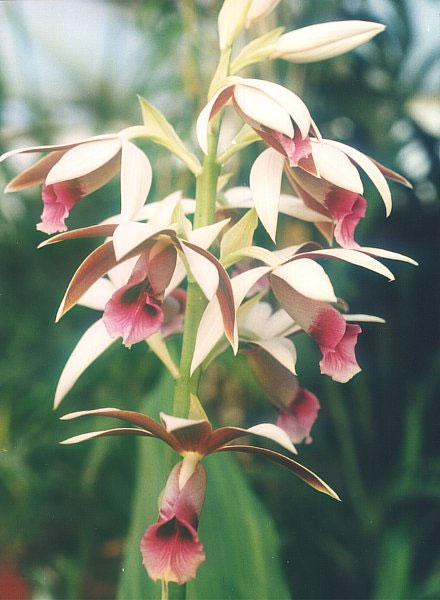
Phaius tankervilleae

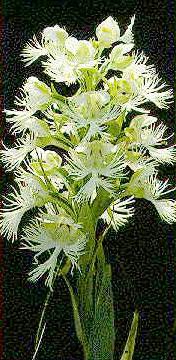
Western Prairie Fringed Orchid (Platanthera praeclara)

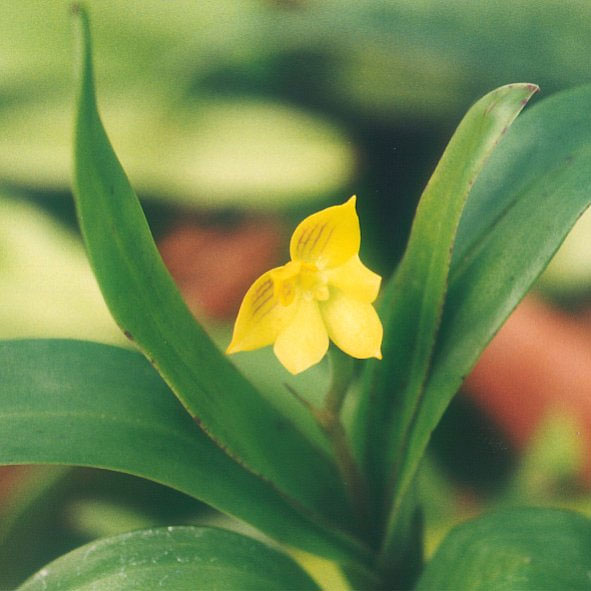
Polystachya pubescens

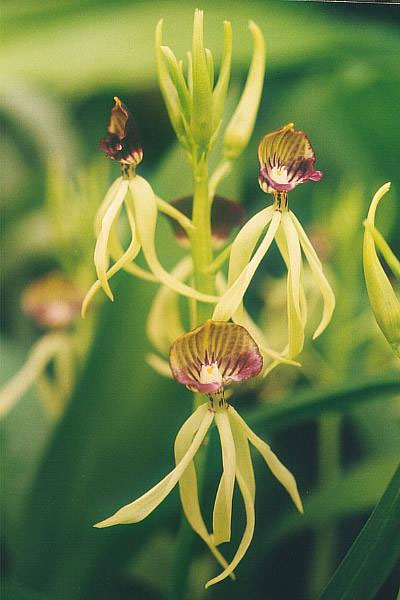
Prosthechea cochleata

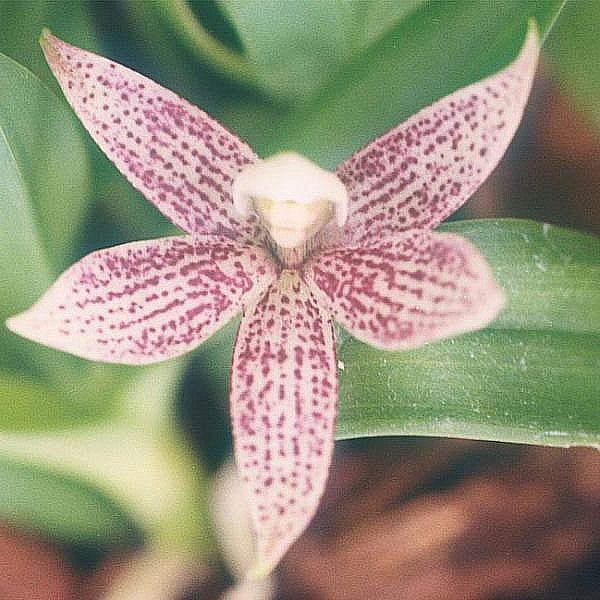
Prosthechea garciana

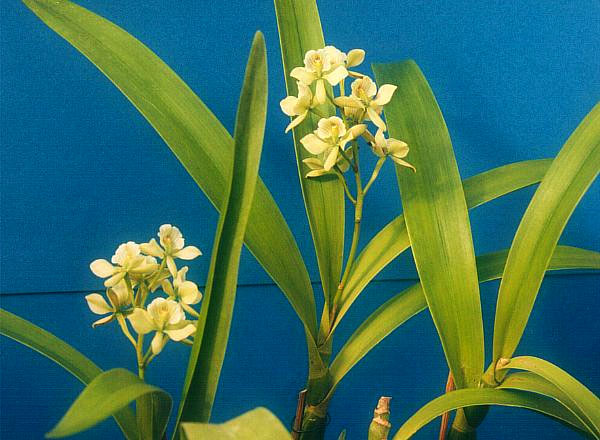
Prosthechea radiata

- Platanthera: Fringed Orchid, Bog orchid
- Platantheroides
- Platycoryne
- Platyglottis
- Platylepis
- Platyrhiza
- Platystele
- Platythelys: Jug Orchid
- Plectorrhiza
- Plectrelminthus
- Plectrophora
- Pleione
- Pleurothallis: Bonnet Orchid
- Pleurothallopsis
- Plexaure
- Plocoglottis
- Poaephyllum
- Podangis
- Podochilus
- Pogonia: Snake-mouth Orchid
- Pogoniopsis
- Polycycnis
- Polyotidium
- Polyradicion: Palmpolly
- Polystachya
- Pomatocalpa
- Ponera
- Ponerorchis
- Ponthieva: Shadow Witch
- Porolabium
- Porpax
- Porphyrodesme
- Porphyroglottis
- Porphyrostachys
- Porroglossum
- Porrorhachis
- Potosia
- Prasophyllum
- Prescottia: Prescott Orchid
- Pristiglottis
- Proctoria
- Promenaea
- Prosthechea
- Protoceras
- Pseudacoridium
- Pseuderia
- Pseudocentrum
- Pseudocranichis
- Pseudoeurystyles
- Pseudogoodyera
- Pseudolaelia
- Pseudorchis
- Pseudovanilla
- Psilochilus: Ragged-lip Orchid
- Psychilis: Peacock Orchid
- Psychopsiella (sometimes included in Psychopsis)
- Psychopsis: Butterfly Orchid
- Psygmorchis
- Pterichis
- Pteroceras
- Pteroglossa
- Pteroglossaspis: Giant Orchid
- Pterostemma
- Pterostylis
- Pterygodium
- Pygmaeorchis
- Pyrorchis

### Q
- Quekettia
- Quisqueya

### R

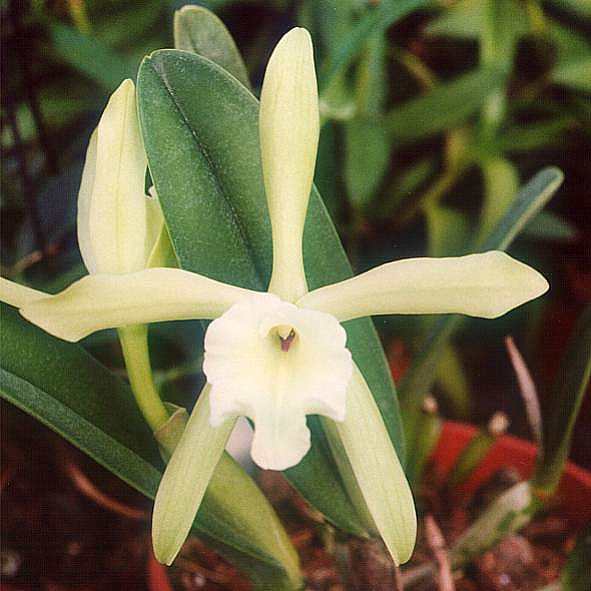
Rhyncholaelia glauca

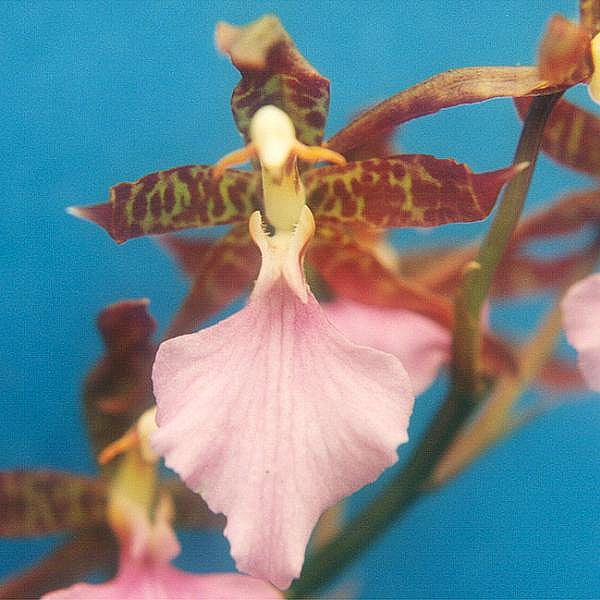
Rhynchostele bictoniensis

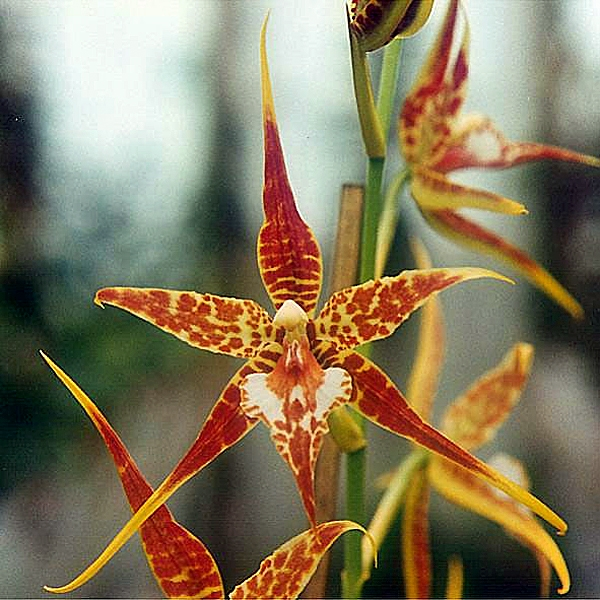
Rhynchostele cordatum

- Rangaeris
- Rauhiella
- Raycadenco
- Reichenbachanthus
- Renanthera Lour.
- Renantherella
- Restrepia
- Restrepiella
- Restrepiopsis
- Rhaesteria
- Rhamphorhynchus
- Rhinerrhiza
- Rhipidorchis
- Rhipidoglossum
- Rhizanthella
- Rhynchogyna
- Rhyncholaelia
- Rhynchophreatia
- Rhynchostele
- Rhynchostylis
- Rhytionanthos
- Ridleyella
- Rimacola
- Risleya
- Robiquetia
- Rodriguezia Ruiz & Pav.
- Rodrigueziella
- Rodrigueziopsis
- Roezliella
- Roeperocharis
- Rossioglossum
- Rubellia (Luer) Luer (2004)
- Rudolfiella
- Rusbyella

### S

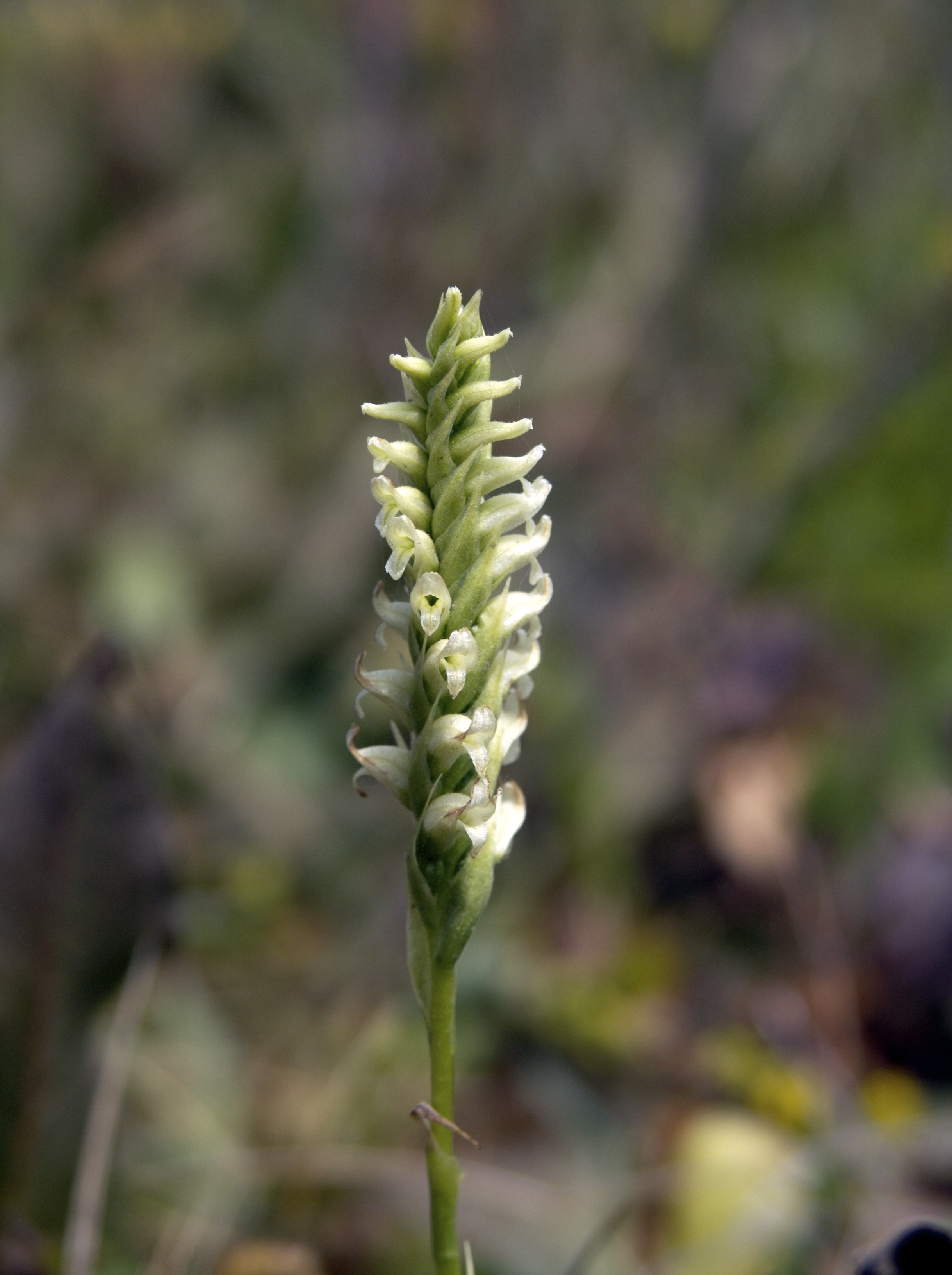
Spiranthes romanzoffiana

- Saccoglossum
- Saccolabiopsis
- Saccolabium
- Sacoila: Terrestrial Orchid
- Salacistis
- Salpistele
- Sanderella
- Sarcanthopsis
- Sarcochilus
- Sarcoglottis
- Sarcoglyphis
- Sarcophyton
- Sarcorhynchus
- Sarcostoma
- Satyridium
- Satyrium
- Saundersia
- Sauroglossum
- Scaphosepalum
- Scaphyglottis: Malaysian Orchid
- Scelochiloides
- Scelochilus
- Schiedeella
- Schistotylus
- Schizochilus
- Schizodium
- Schlimmia
- Schoenorchis
- Schomburgkia
- Schwartzkopffia
- Scuticaria
- Sedirea
- Seidenfadenia
- Seidenfia
- Sepalosiphon
- Serapias
- Sertifera
- Sievekingia
- Sigmatostalix
- Silvorchis
- Sinorchis
- Sirhookera
- Skeptrostachys
- Smithorchis
- Smithsonia
- Smitinandia
- Sobennikoffia
- Sobralia
- Solenangis
- Solenidiopsis
- Solenidium
- Solenocentrum
- Sophronitella
- Sophronitis
- Soterosanthus
- Spathoglottis: Ground Orchid
- Specklinia Lindl. (1830)
- Sphyrarhynchus
- Sphyrastylis
- Spiculaea
- Spilotantha

- Spiranthes: Ladies'-tresses
- Stalkya
- Stanhopea
- Staurochilus
- Stelis: Leach Orchid
- Stellilabium
- Stenia
- Stenocoryne
- Stenoglottis
- Stenoptera
- Stenorrhynchos: Ladies'-tresses
- Stephanothelys
- Stereochilus
- Stereosandra
- Steveniella
- Stictophyllum
- Stigmatosema
- Stolzia
- Suarezia
- Summerhayesia
- Sunipia
- Sutrina
- Svenkoeltzia
- Symphyglossum
- Synanthes
- Synarmosepalum
- Systeloglossum

### T
- Taeniophyllum
- Taeniorrhiza
- Tainia
- Talpinaria
- Tangtsinia
- Tapeinoglossum
- Taprobanea
- Teagueia
- Telipogon
- Tetragamestus
- Tetramicra: Wallflower Orchid
- Teuscheria
- Thaia
- Thecopus
- Thecostele
- Thelasis
- Thelychiton
- Thelymitra
- Thelyschista
- Thrixspermum
- Thulinia
- Thunia
- Thysanoglossa
- Ticoglossum
- Tipularia: Crippled-cranefly
- Tolumnia: Dancing-lady Orchid, Variegated Orchid
- Tomzanonia
- Townsonia
- Trachyrhizum
- Traunsteinera
- Trevoria
- Trias (genus)
- Tribulago
- Triceratorhynchus
- Trichocentrum
- Trichoceros
- Trichoglottis
- Trichopilia
- Trichosalpinx: Bonnet Orchid
- Trichosma
- Trichotosia
- Tridactyle
- Trigonidium
- Triphora: Noddingcaps
- Trisetella
- Trizeuxis
- Tropidia: Palm Orchid
- Trudelia
- Tsaiorchis
- Tuberolabium
- Tubilabium
- Tulotis
- Tylostigma

### U
- Uleiorchis
- Uncifera
- Unciferia
- Urostachya

### V
- Vanda
- Vandopsis
- Vanilla: Vanilla
- Vargasiella
- Vasqueziella
- Ventricularia
- Vesicisepalum
- Vexillabium
- Vrydagzynea
- ×Vuylstekeara (hybrid of Cochlioda × Miltonia × Odontoglossum)

### W
- Wallnoeferia
- Warmingia
- Warrea
- Warreella
- Warreopsis
- Warscaea
- Winika M.Clements et al., 1997
- Wullschlaegelia: Leafless Orchid

### X
- Xenikophyton
- Xenosia
- Xerorchis
- Xiphosium
- Xylobium

### Y
- Yoania
- Ypsilopus

### Z
- Zelenkoa M.W.Chase & N.H.Williams
- Zeuxine: Soldier's Orchid
- Zhukowskia
- Zootrophion
- Zygopetalum Hook.
- Zygosepalum Rchb.f.
- Zygostates

## Ảnh

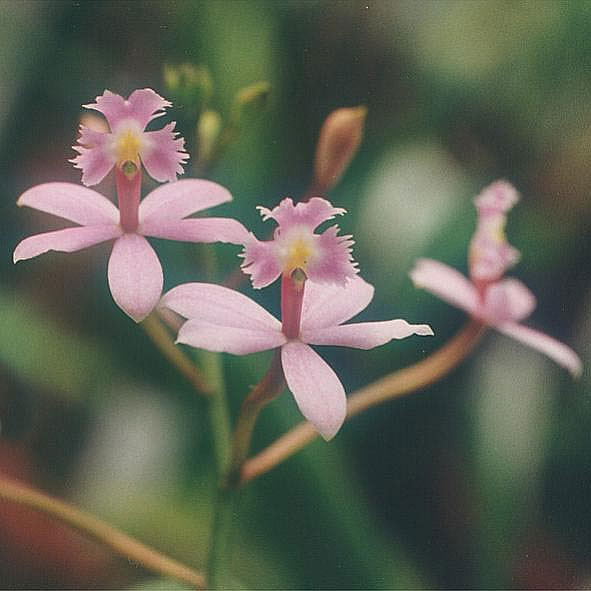
Epidendrum ibaguense
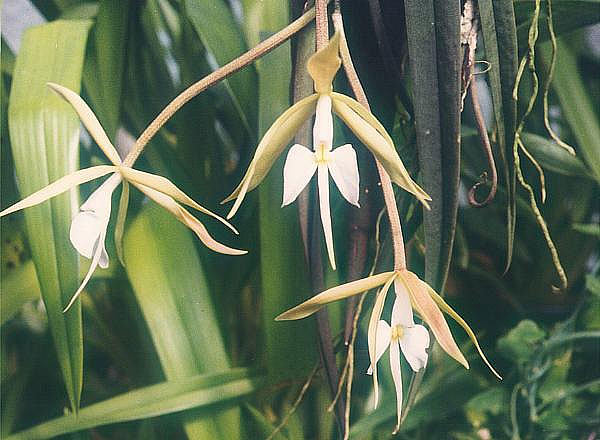
Epidendrum parkinsonianum
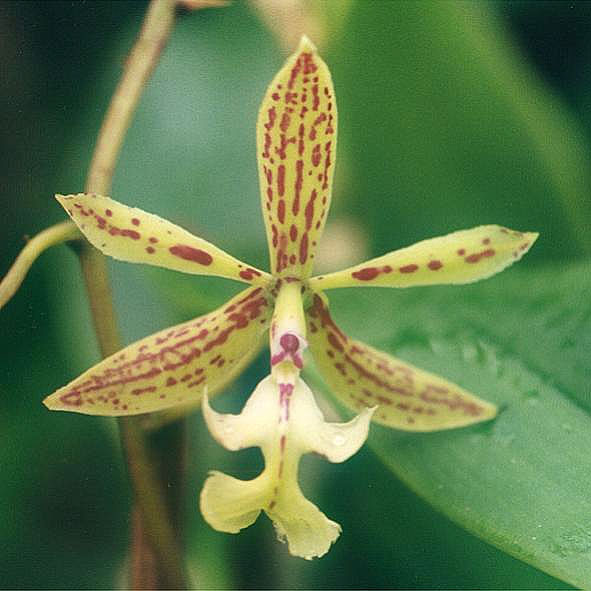
Epidendrum stamfordianum
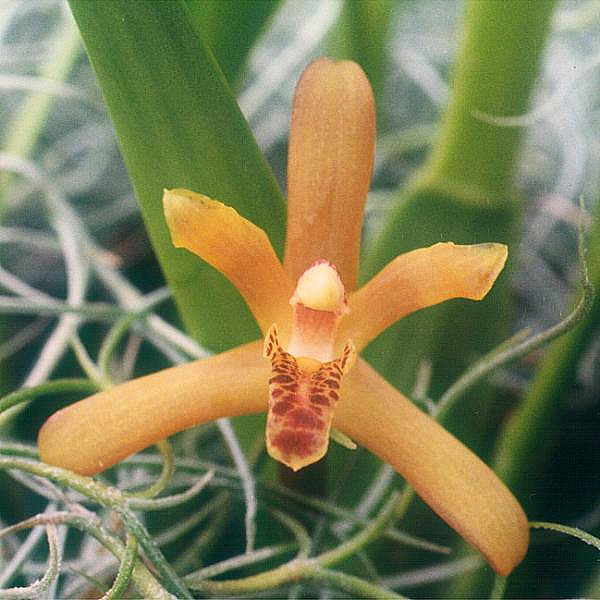
Maxillaria rufescens
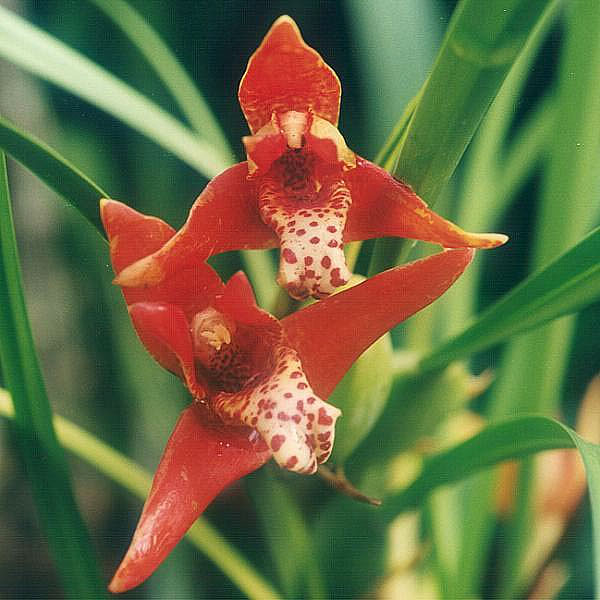
Maxillaria tenuifolia
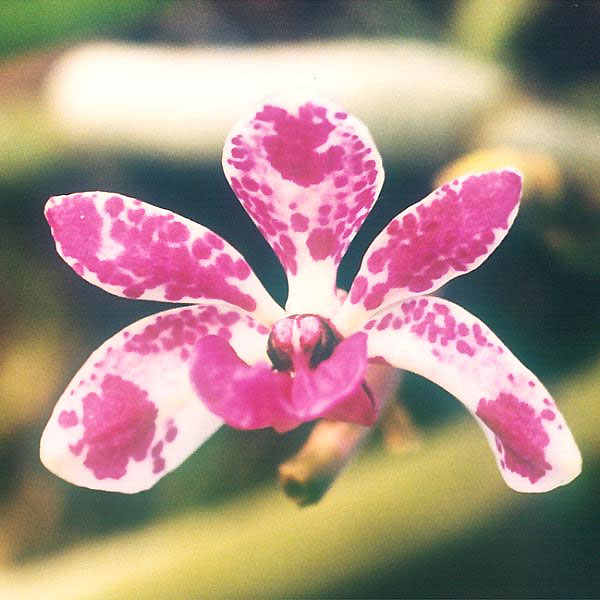
Rhynchostlis gigantea
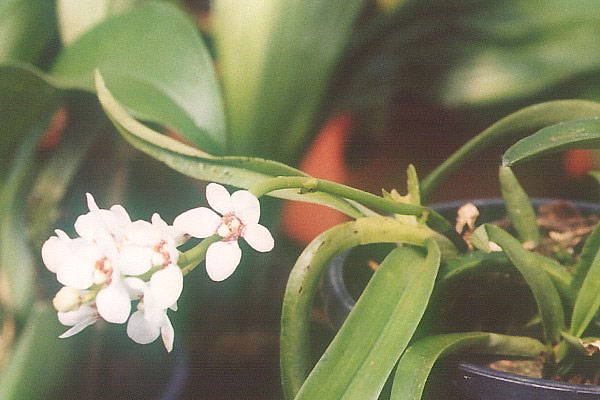
Sarcochilus hartmannii
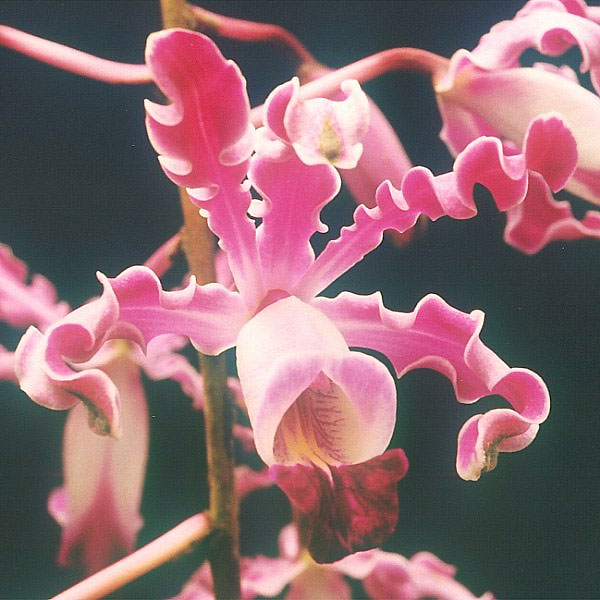
Schomburgkia undulata
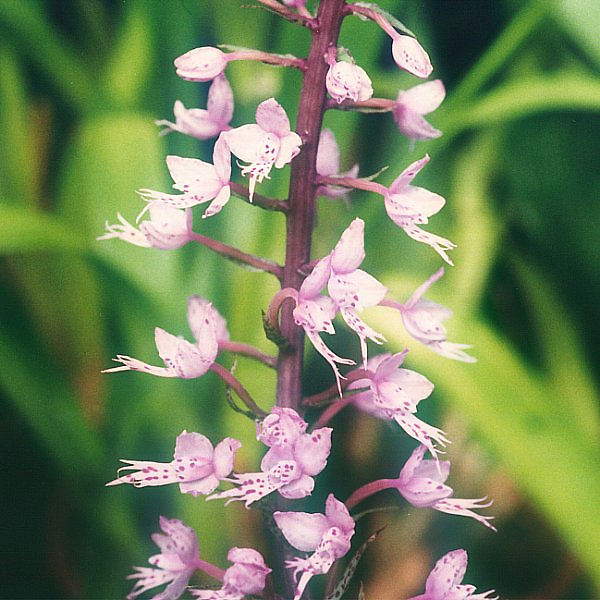
Stenoglottis longifolia
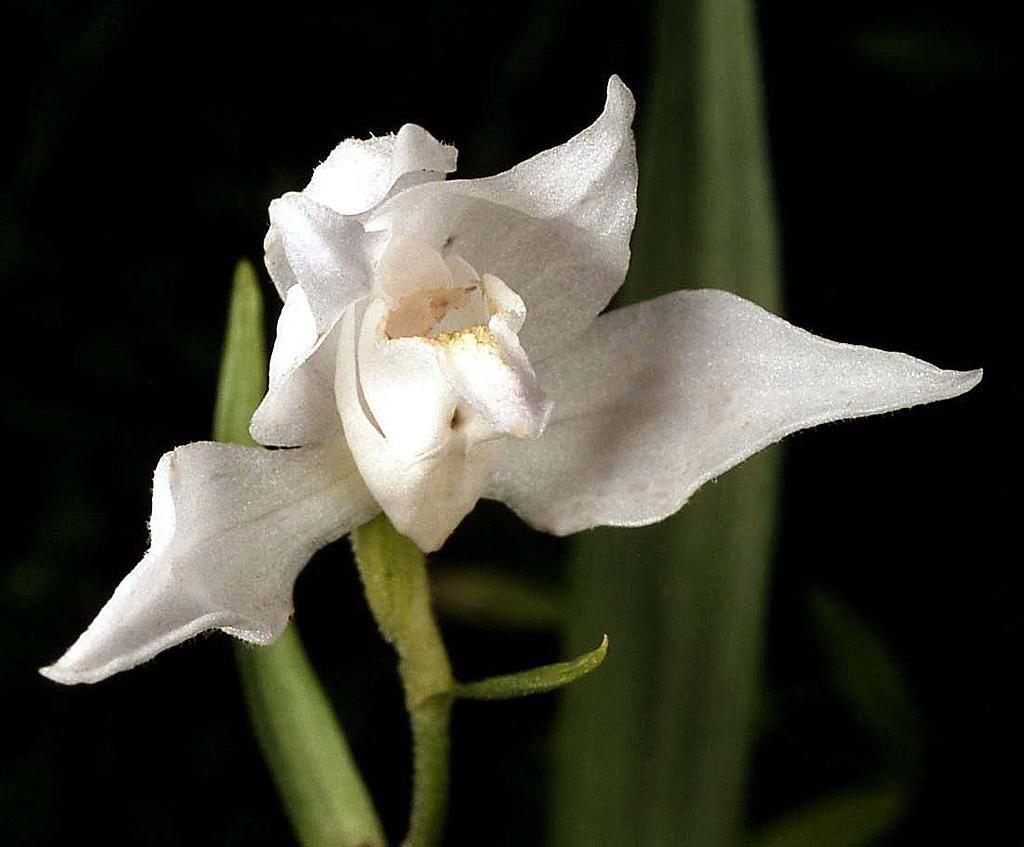
Phantom orchid (Cephalanthera rubra var. alba)
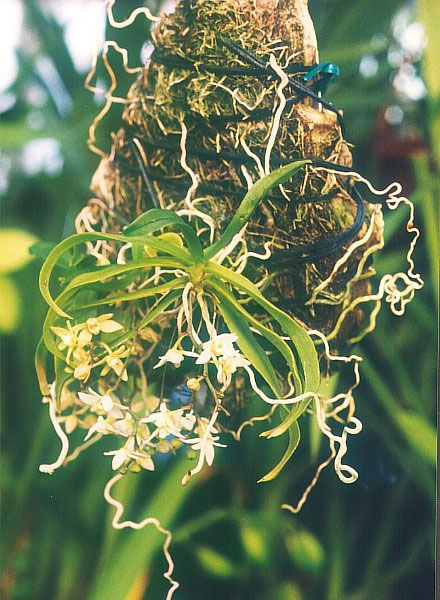
Thrixspermum saruwatarii
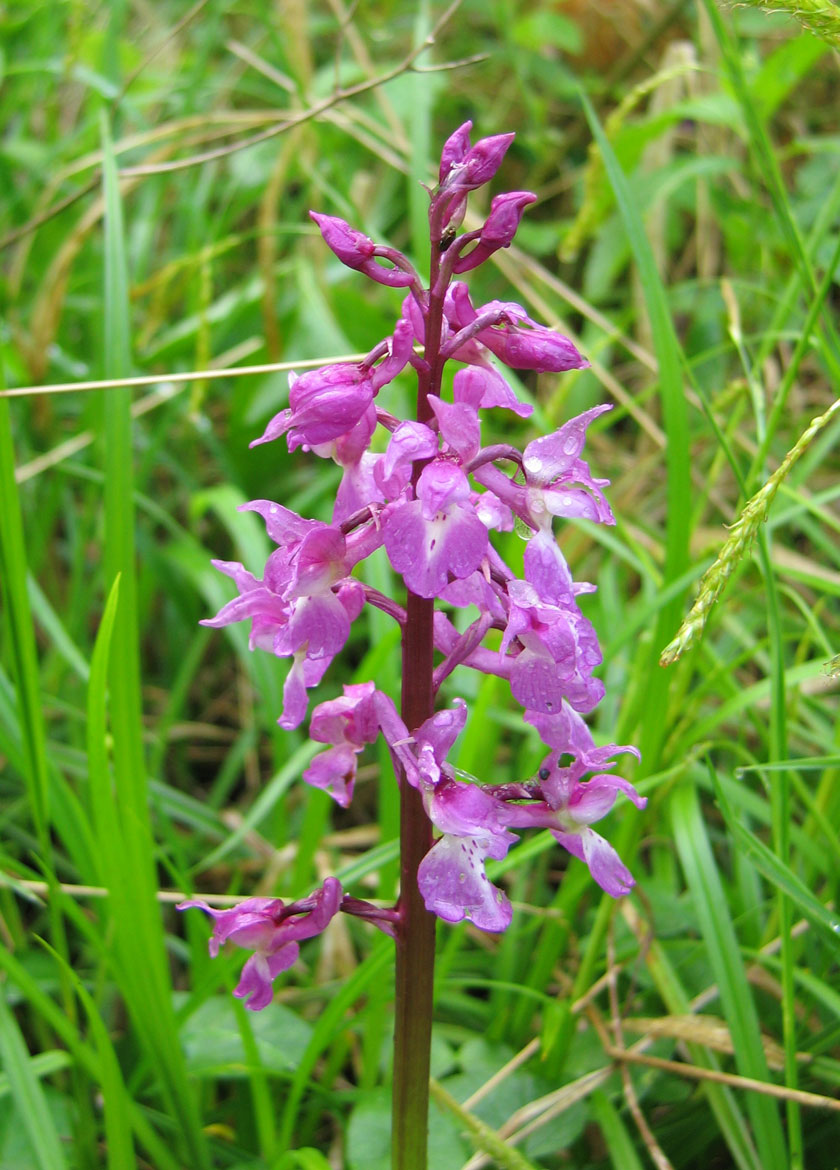
Early Purple Orchid (Orchis mascula)
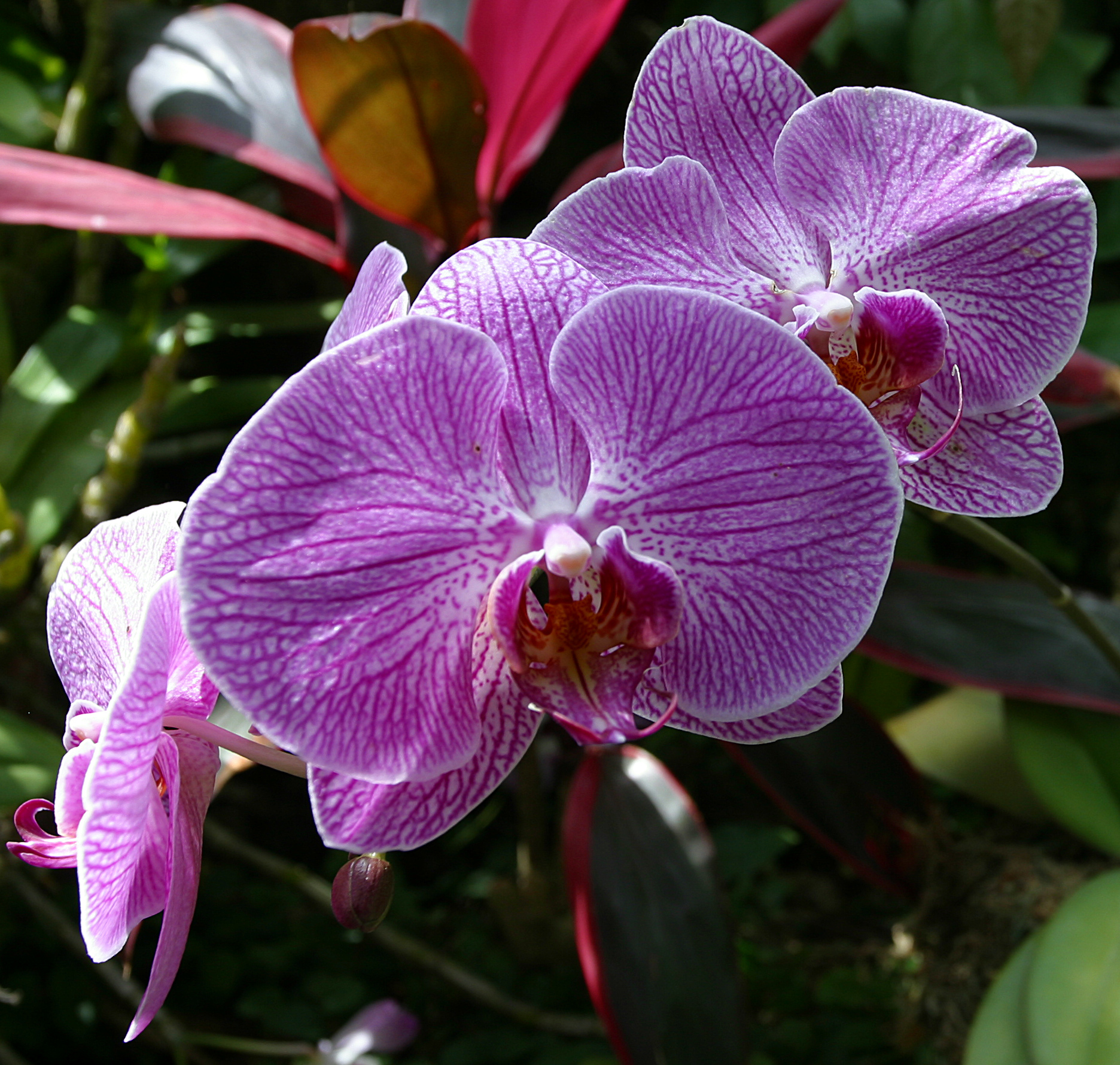
Sogo Cherry (Doritaenopsis)